# Siège de Patras
Guerre d'indépendance grecque
Batailles
- Patras
- Alamana
- Gravia
- Valtetsi
- Doliana
- Drăgășani
- Tripolizza
- Péta
- Chios
- Dervénakia
- Nauplie
- Karpénissi
- Guerres civiles (en)
- Psará
- Maniaki (en)
- Sphactérie
- Missolonghi
- Arachova
- Phalère
- Navarin

Le siège de Patras est l'un des premiers événements de la guerre d'indépendance grecque.
Le 4 avril du calendrier grégorien, les combats commencèrent dans la ville entre les populations grecques et ottomanes ; les musulmans se réfugièrent rapidement dans le château de Patras et la ville fut ravagée au cours des combats. Le 7 avril, l'évêque Germanos arriva à la tête d'une armée de fortune et entama le blocus du château. Ne disposant pas d'une artillerie efficace, les Grecs (5 à 6 000 hommes) ne pouvaient compter que sur le manque d'eau pour obtenir une reddition. Le blocus fut cependant levé à l'arrivée d'une armée de secours ottomane de 300 hommes qui entra dans la forteresse le 15 avril tandis que la garnison faisait une sortie : les soldats grecs ayant fui sans combattre, les Ottomans pillèrent les parties encore intactes de la ville et firent de nombreux prisonniers dans la population.
Le blocus de Patras reprit plusieurs fois au cours de la guerre, sur des périodes plus ou moins longues, mais les Grecs ne purent jamais prendre la citadelle qui fut finalement remise aux Français au cours de l'expédition de Morée en 1828.